# 格兰特·朗
格兰特·安德鲁·朗（英語：Grant Andrew Long，1966年3月12日—），美国NBA联盟前职业篮球运动员。他在1988年的NBA选秀中第2轮第33顺位被迈阿密热火选中。